# NASCAR Sprint Cup 2016
Die NASCAR Sprint Cup 2016-Saison begann am 13. Februar 2016 mit den Daytona Speedweeks auf dem Daytona International Speedway. Das erste Rennen ist das Einladungsrennen The Sprint Unlimited, welches am 18. Februar 2016 ausgetragen wurde, gefolgt wird von den beiden Can-Am Duels. Bei den Duels handelt es sich um die Qualifikationsrennen für das Daytona 500, in welchen die Pole-Position und der Startplatz 2 ermittelt werden.
Das Daytona 500, das erste Punktrennen der Saison, fand am 21. Februar 2016 statt. Der Chase for the Sprint Cup begann am 18. September 2016 mit dem MyAFibRisk.com 400 auf dem Chicagoland Speedway. Saisonende war am 20. November mit dem Ford EcoBoost 400 auf dem Homestead-Miami Speedway.
Die Saison wurde von Jimmie Johnson in einem Hendrick Motorsports Chevrolet gewonnen, der zum siebten Mal Champion wurde und damit mit Richard Petty und Dale Earnhardt gleichzog.
Es war die letzte Saison für den dreimaligen Champion Tony Stewart, Brian Scott sowie das Rennteam Tommy Baldwin Racing.
Alle Rennen fanden in den Vereinigten Staaten statt. Die Rennen auf dem Sonoma Raceway und auf dem Watkins Glen International sind die einzigen, die nicht auf Ovalkursen ausgetragen werden.

## Rennkalender
| Nr.                      | Datum         | Rennen (Strecke)                                          | Sieger                            | Zweiter                           | Dritter                        | Pole-Position              | Meiste Führungsrunden             | Gesamtführender                               |
| ------------------------ | ------------- | --------------------------------------------------------- | --------------------------------- | --------------------------------- | ------------------------------ | -------------------------- | --------------------------------- | --------------------------------------------- |
| 0x                       | 13. Februar   | The Sprint Unlimited (Daytona International Speedway)     | Denny Hamlin (Toyota)             | Joey Logano (Ford)                | Paul Menard (Chevrolet)        | Jimmie Johnson             | Denny Hamlin (Toyota)             |                                               |
| 0x                       | 18. Februar   | Can-Am Duel 1 (Daytona International Speedway)            | Dale Earnhardt junior (Chevrolet) | Joey Logano (Ford)                | Ryan Blaney (Ford)             | Chase Elliott (Chevrolet)  | Dale Earnhardt junior (Chevrolet) |                                               |
| 0x                       | 18. Februar   | Can-Am Duel 2 (Daytona International Speedway)            | Kyle Busch (Toyota)               | Jamie McMurray (Chevrolet)        | Kurt Busch (Chevrolet)         | Matt Kenseth (Toyota)      | Kyle Busch (Toyota)               |                                               |
| 01                       | 21. Februar   | Daytona 500 (Daytona International Speedway)              | Denny Hamlin (Toyota)             | Martin Truex Jr. (Toyota)         | Kyle Busch (Toyota)            | Chase Elliott (Chevrolet)  | Denny Hamlin (Toyota)             | Denny Hamlin (Toyota)                         |
| 02                       | 28. Februar   | Folds of Honor QuikTrip 500 (Atlanta Motor Speedway)      | Jimmie Johnson (Chevrolet)        | Dale Earnhardt junior (Chevrolet) | Kyle Busch (Toyota)            | Kurt Busch (Chevrolet)     | Kevin Harvick (Chevrolet)         | Kyle Busch (Toyota)                           |
| 03                       | 06. März      | Kobalt 400 (Las Vegas Motor Speedway)                     | Brad Keselowski (Ford)            | Joey Logano (Ford)                | Jimmie Johnson (Chevrolet)     | Kurt Busch (Chevrolet)     | Jimmie Johnson (Chevrolet)        | Kyle Busch (Toyota)                           |
| 04                       | 13. März      | Good Sam 500 (Phoenix International Raceway)              | Kevin Harvick (Chevrolet)         | Carl Edwards (Toyota)             | Denny Hamlin (Toyota)          | Kyle Busch (Toyota)        | Kevin Harvick (Chevrolet)         | Kevin Harvick (Chevrolet) Kyle Busch (Toyota) |
| 05                       | 20. März      | Auto Club 400 (Auto Club Speedway)                        | Jimmie Johnson (Chevrolet)        | Kevin Harvick (Chevrolet)         | Denny Hamlin (Toyota)          | Austin Dillon (Chevrolet)  | Kevin Harvick (Chevrolet)         | Kevin Harvick (Chevrolet)                     |
| 06                       | 03. April     | STP 500 (Martinsville Speedway)                           | Kyle Busch (Toyota)               | A.J. Allmendinger (Chevrolet)     | Kyle Larson (Chevrolet)        | Joey Logano (Ford)         | Kyle Busch (Toyota)               | Kevin Harvick (Chevrolet)                     |
| 07                       | 09. April     | Duck Commander 500 (Texas Motor Speedway)                 | Kyle Busch (Toyota)               | Dale Earnhardt Jr. (Chevrolet)    | Joey Logano (Ford)             | Carl Edwards (Toyota)      | Martin Truex Jr. (Toyota)         | Kyle Busch (Toyota)                           |
| 08                       | 17. April     | Food City 500 (Bristol Motor Speedway)                    | Carl Edwards (Toyota)             | Dale Earnhardt Jr. (Chevrolet)    | Kurt Busch (Chevrolet)         | Carl Edwards (Toyota)      | Carl Edwards (Toyota)             | Kevin Harvick (Chevrolet)                     |
| 09                       | 24. April     | Toyota Owners 400 (Richmond International Raceway)        | Carl Edwards (Toyota)             | Kyle Busch (Toyota)               | Jimmie Johnson (Chevrolet)     | Kevin Harvick (Chevrolet)  | Carl Edwards (Toyota)             | Carl Edwards (Toyota)                         |
| 10                       | 01. Mai       | GEICO 500 (Talladega Superspeedway)                       | Brad Keselowski (Ford)            | Kyle Busch (Toyota)               | Austin Dillon (Chevrolet)      | Chase Elliott (Chevrolet)  | Brad Keselowski (Ford)            | Kevin Harvick (Chevrolet)                     |
| 11                       | 07. Mai       | Go Bowling 400 (Kansas Speedway)                          | Kyle Busch (Toyota)               | Kevin Harvick (Chevrolet)         | Kurt Busch (Chevrolet)         | Martin Truex Jr. (Toyota)  | Martin Truex Jr. (Toyota)         | Kevin Harvick (Chevrolet)                     |
| 12                       | 15. Mai       | Dover 400 (Dover International Speedway)                  | Matt Kenseth (Toyota)             | Kyle Larson (Chevrolet)           | Chase Elliott (Chevrolet)      | Kevin Harvick (Chevrolet)  | Kevin Harvick (Chevrolet)         | Kevin Harvick (Chevrolet)                     |
| 0x                       | 20. Mai       | Sprint Showdown (Charlotte Motor Speedway)                | Kyle Larson (Chevrolet)           | Chase Elliott (Chevrolet)         | Ryan Blaney (Ford)             | Chase Elliott (Chevrolet)  | Chase Elliott (Chevrolet)         |                                               |
| 0x                       | 21. Mai       | NASCAR Sprint All-Star Race (Charlotte Motor Speedway)    | Joey Logano (Ford)                | Brad Keselowski (Ford)            | Dale Earnhardt Jr. (Chevrolet) | Kevin Harvick (Chevrolet)  | Brad Keselowski (Ford)            |                                               |
| 13                       | 29. Mai       | Coca-Cola 600 (Charlotte Motor Speedway)                  | Martin Truex Jr. (Toyota)         | Kevin Harvick (Chevrolet)         | Jimmie Johnson (Chevrolet)     | Martin Truex Jr. (Toyota)  | Martin Truex Jr. (Toyota)         | Kevin Harvick (Chevrolet)                     |
| 14                       | 05. Juni      | Axalta "We Paint Winners" 400 (Pocono Raceway)            | Kurt Busch (Chevrolet)            | Dale Earnhardt Jr. (Chevrolet)    | Brad Keselowski (Ford)         | Brad Keselowski (Ford)     | Chase Elliott (Chevrolet)         | Kevin Harvick (Chevrolet)                     |
| 15                       | 12. Juni      | FireKeepers Casino 400 (Michigan International Speedway)  | Joey Logano (Ford)                | Chase Elliott (Chevrolet)         | Kyle Larson (Chevrolet)        | Joey Logano (Ford)         | Joey Logano (Ford)                | Kevin Harvick (Chevrolet)                     |
| 16                       | 26. Juni      | Toyota/Save Mart 350 (Sonoma Raceway)                     | Tony Stewart (Chevrolet)          | Denny Hamlin (Toyota)             | Joey Logano (Ford)             | Carl Edwards (Toyota)      | Denny Hamlin (Toyota)             | Kevin Harvick (Chevrolet)                     |
| 17                       | 02. Juli      | Coke Zero 400 (Daytona International Speedway)            | Brad Keselowski (Ford)            | Kyle Busch (Toyota)               | Trevor Bayne (Ford)            | Greg Biffle (Ford)         | Brad Keselowski (Ford)            | Kevin Harvick (Chevrolet)                     |
| 18                       | 09. Juli      | Quaker State 400 (Kentucky Speedway)                      | Brad Keselowski (Ford)            | Carl Edwards (Toyota)             | Ryan Newman (Chevrolet)        | Kevin Harvick (Chevrolet)  | Kevin Harvick (Chevrolet)         | Kevin Harvick (Chevrolet)                     |
| 19                       | 17. Juli      | New Hampshire 301 (New Hampshire Motor Speedway)          | Matt Kenseth (Toyota)             | Tony Stewart (Chevrolet)          | Joey Logano (Ford)             | Jimmie Johnson (Chevrolet) | Kyle Busch (Toyota)               | Kevin Harvick (Chevrolet)                     |
| 20                       | 24. Juli      | Brickyard 400 (Indianapolis Motor Speedway)               | Kyle Busch (Toyota)               | Matt Kenseth (Toyota)             | Jimmie Johnson (Chevrolet)     | Kyle Busch (Toyota)        | Kyle Busch (Toyota)               | Kevin Harvick (Chevrolet)                     |
| 21                       | 31. Juli      | Pennsylvania 400 (Pocono Raceway)                         | Chris Buescher (Ford)             | Brad Keselowski (Ford)            | Regan Smith (Chevrolet)        | Martin Truex Jr. (Toyota)  | Joey Logano (Ford)                | Kevin Harvick (Chevrolet)                     |
| 22                       | 07. August    | Cheez-It 355 at The Glen (Watkins Glen International)     | Denny Hamlin (Toyota)             | Joey Logano (Ford)                | Brad Keselowski (Ford)         | Carl Edwards (Toyota)      | Brad Keselowski (Ford)            | Brad Keselowski (Ford)                        |
| 23                       | 20. August    | Bass Pro Shops NRA Night Race (Bristol Motor Speedway)    | Kevin Harvick (Chevrolet)         | Ricky Stenhouse Jr. (Ford)        | Denny Hamlin (Toyota)          | Carl Edwards (Toyota)      | Kyle Busch (Toyota)               | Kevin Harvick (Chevrolet)                     |
| 24                       | 28. August    | Pure Michigan 400 (Michigan International Speedway)       | Kyle Larson (Chevrolet)           | Chase Elliott (Chevrolet)         | Brad Keselowski (Ford)         | Joey Logano (Ford)         | Kyle Larson (Chevrolet)           | Kevin Harvick (Chevrolet)                     |
| 25                       | 04. September | Bojangles' Southern 500 (Darlington Raceway)              | Martin Truex Jr. (Toyota)         | Kevin Harvick (Chevrolet)         | Kyle Larson (Chevrolet)        | Kevin Harvick (Chevrolet)  | Kevin Harvick (Chevrolet)         | Kevin Harvick (Chevrolet)                     |
| 26                       | 10. September | Federated Auto Parts 400 (Richmond International Raceway) | Denny Hamlin (Toyota)             | Kyle Larson (Chevrolet)           | Martin Truex Jr. (Toyota)      | Denny Hamlin (Toyota)      | Martin Truex Jr. (Toyota)         | Kevin Harvick (Chevrolet)                     |
| Chase for the Sprint Cup |               |                                                           |                                   |                                   |                                |                            |                                   |                                               |
| Round of 16              |               |                                                           |                                   |                                   |                                |                            |                                   |                                               |
| 27                       | 18. September | Teenage Mutant Ninja Turtles 400 (Chicagoland Speedway)   | Martin Truex Jr. (Toyota)         | Joey Logano (Ford)                | Chase Elliott (Chevrolet)      | Kyle Busch (Toyota)        | Jimmie Johnson (Chevrolet)        | Martin Truex Jr. (Toyota)                     |
| 28                       | 25. September | Sylvania 300 (New Hampshire Motor Speedway)               | Kevin Harvick (Chevrolet)         | Matt Kenseth (Toyota)             | Kyle Busch (Toyota)            | Carl Edwards (Toyota)      | Martin Truex Jr. (Toyota)         | Brad Keselowski (Ford)                        |
| 29                       | 02. Oktober   | Citizen Soldier 400 (Dover International Speedway)        | Martin Truex Jr. (Toyota)         | Kyle Busch (Toyota)               | Chase Elliott (Chevrolet)      | Brad Keselowski (Ford)     | Martin Truex Jr. (Toyota)         | Martin Truex Jr. (Toyota)                     |
| Round of 12              |               |                                                           |                                   |                                   |                                |                            |                                   |                                               |
| 30                       | 08. Oktober   | Bank of America 500 (Charlotte Motor Speedway)            | Jimmie Johnson (Chevrolet)        | Matt Kenseth (Toyota)             | Kasey Kahne (Chevrolet)        | Kevin Harvick (Chevrolet)  | Jimmie Johnson (Chevrolet)        | Jimmie Johnson (Chevrolet)                    |
| 31                       | 16. Oktober   | Hollywood Casino 400 (Kansas Speedway)                    | Kevin Harvick (Chevrolet)         | Carl Edwards (Toyota)             | Joey Logano (Ford)             | Matt Kenseth (Toyota)      | Matt Kenseth (Toyota)             | Jimmie Johnson (Chevrolet)                    |
| 32                       | 23. Oktober   | Good Sam Club 500 (Talladega Superspeedway)               | Joey Logano (Ford)                | Brian Scott (Ford)                | Denny Hamlin (Toyota)          | Brad Keselowski (Ford)     | Martin Truex Jr. (Toyota)         | Jimmie Johnson (Chevrolet)                    |
| Round of 8               |               |                                                           |                                   |                                   |                                |                            |                                   |                                               |
| 33                       | 30. Oktober   | Goody's Headache Relief Shot 500 (Martinsville Speedway)  | Jimmie Johnson                    | Brad Keselowski (Ford)            | Denny Hamlin (Toyota)          | Martin Truex Jr. (Toyota)  | Matt Kenseth (Toyota)             | Jimmie Johnson (Chevrolet)                    |
| 34                       | 06. November  | AAA Texas 500 (Texas Motor Speedway)                      | Carl Edwards (Toyota)             | Joey Logano (Ford)                | Martin Truex Jr. (Toyota)      | Austin Dillon (Chevrolet)  | Joey Logano (Ford)                | Jimmie Johnson (Chevrolet)                    |
| 35                       | 13. November  | Can-Am 500 (Phoenix International Raceway)                | Joey Logano (Ford)                | Kyle Busch (Toyota)               | Kyle Larson (Chevrolet)        | Alex Bowman (Chevrolet)    | Alex Bowman (Chevrolet)           | Jimmie Johnson (Chevrolet)                    |
| Championship 4           |               |                                                           |                                   |                                   |                                |                            |                                   |                                               |
| 36                       | 20. November  | Ford EcoBoost 400 (Homestead)                             | Jimmie Johnson (Chevrolet)        | Kyle Larson (Chevrolet)           | Kevin Harvick (Chevrolet)      | Kevin Harvick (Chevrolet)  | Kyle Larson (Chevrolet)           | Jimmie Johnson (Chevrolet)                    |

Anmerkungen
x = Rennen bei dem keine Punkte vergeben werden
| Hintergrundfarbe | Bedeutung                    |
| ---------------- | ---------------------------- |
|                  | Rennen auf einem Ovalkurs    |
|                  | Rennen auf einem Straßenkurs |

## Chase for the Sprint Cup
Der Chase for the Sprint Cup besteht aus 10 Rennen und unterteilt sich in 4 Runden.
An der ersten Runde, der Challenger Round, nehmen insgesamt 16 Fahrer teil. Die Challenger Round findet auf folgenden Strecken statt:

18. September 2016 * Chicagoland Speedway * Joliet, Illinois

25. September 2016 * New Hampshire Motor Speedway * Loudon, New Hampshire

2. Oktober 2016 * Dover International Speedway * Dover, Delaware
An der zweiten Runde, der Contender Round, nehmen die 12 besten Fahrer aus den ersten Chase-Runde teil. Die Contender Round findet auf folgenden Strecken statt:

8. Oktober 2016 * Charlotte Motor Speedway * Concord, North Carolina

16. Oktober 2016 * Kansas Speedway * Kansas City, Kansas

23. Oktober 2016 * Talladega Superspeedway * Talladega, Alabama
An der dritten Runde, der Eliminator Round, nehmen die 8 besten Fahrer aus den zweiten Chase-Runde teil. Die Eliminator Round findet auf folgenden Strecken statt:

30. Oktober 2016 * Martinsville Speedway * Martinsville, Virginia

6. November 2016 * Texas Motor Speedway * Fort Worth, Texas

13. November 2016 * Phoenix International Raceway * Avondale, Arizona
An der vierten Runde, der Championship Round, nehmen die 4 besten Fahrer aus den dritten Chase-Runde teil. Die vierte Runde besteht aus einem Rennen. Der Fahrer mit der 
besten Platzierung in diesem Rennen ist der NASCAR Sprint Cup Champion. Die Championship Round findet auf der folgenden Strecke statt:

20. November 2016 * Homestead-Miami Speedway * Homestead, Florida
| Chase for the Sprint Cup |                  |                  |                    |                          |
| Challenger Round         | Contender Round  | Eliminator Round | Championship Round | Sprint Cup Champion 2015 |
| Kyle Busch               |                  |                  |                    |                          |
| Brad Keselowski          |                  |                  |                    |                          |
| Denny Hamlin             | Martin Truex Jr. |                  |                    |                          |
| Kevin Harvick            | Kevin Harvick    |                  |                    |                          |
| Carl Edwards             | Kyle Busch       | Joey Logano      |                    |                          |
| Martin Truex Jr.         | Matt Kenseth     | Jimmie Johnson   |                    |                          |
| Matt Kenseth             | Joey Logano      | Kevin Harvick    | Joey Logano        |                          |
| Jimmie Johnson           | Chase Elliott    | Matt Kenseth     | Jimmie Johnson     | Jimmie Johnson           |
| Joey Logano              | Brad Keselowski  | Carl Edwards     | Carl Edwards       | Jimmie Johnson           |
| Kyle Larson              | Kurt Busch       | Denny Hamlin     | Kyle Busch         |                          |
| Tony Stewart             | Denny Hamlin     | Kurt Busch       |                    |                          |
| Kurt Busch               | Carl Edwards     | Kyle Busch       |                    |                          |
| Chris Buescher           | Jimmie Johnson   |                  |                    |                          |
| Chase Elliott            | Austin Dillon    |                  |                    |                          |
| Austin Dillon            |                  |                  |                    |                          |
| Jamie McMurray           |                  |                  |                    |                          |